# Curt Persson
Curt Persson, född 8 november 1938 i S:t Johannes församling, Malmö, död 23 november 2020, var en svensk fackföreningsman.
Persson inledde yrkeslivet som brevbärare i Malmö 1954. 1961 blev han studieorganisatör inom Postförbundets Malmöavdelning, senare sekreterare och slutligen ordförande i avdelningen. 1969 blev han studieombudsman vid Statstjänarkartellen i Stockholm.
1970 bildades Statsanställdas Förbund av flera LO-förbund inom den statliga sektorn. Persson blev 1972 förhandlingsombudsman där och 1978 förhandlingschef. 1984 utsågs han till förbundsordförande.
Han kvarstod som förbundsordförande till 1995 då Statsanställdas förbund omvandlades till Seko. Under åren 1990 till 1997 var han också ordförande i Post- och Teleinternationalen.
Mellan 2008 och 2015 var han ordförande i Pensionärernas Riksorganisation (PRO).